# Grantsamenknacker
Der Grantsamenknacker (Spermophaga poliogenys) ist eine Art aus der Familie der Prachtfinken. Die seltene und scheue Art kommt im zentralen Afrika vor und bewohnt das dichte Unterholz tropischer Wälder.

## Beschreibung
Der Grantsamenknacker erreicht eine Körperlänge von 13 bis 14 cm, die Flügellänge liegt zwischen 65 und 73 mm. Der Schwanz ist recht lang und an der Spitze leicht gestuft. Die Füße sind oliv- bis grünbraun.
Beim Männchen ist der gesamte vordere Kopf mit den Halsseiten, die Brust und der Bauch bis zur Mitte intensiv scharlachrot. An den Flanken zieht sich die rote Färbung noch weiter bis zu den Unterschwanzdecken und findet sich ebenso auf den Oberschwanzdecken. Das übrige Gefieder ist vom Hinterkopf und Nacken an schwarz mit glänzenden Partien an Rücken und Schultern. Die Augen sind braun mit einem blassblauen Lidrand. Der Unterschnabel zeigt eine recht hohe Basis, der Oberschnabel ist gebogen. Er ist metallisch blau mit einer rosa Spitze und ebensolchen Kanten.
Beim Weibchen sind nur das Kinn, die Kehle und die obere Brust hell rot oder orange. Die Stirn, die Kopfseiten und die gesamte übrige Oberseite sind dunkel schiefergrau mit einem bläulichen Glanz auf dem Rücken. Die glänzend schwarzen Federsäume bilden ein Schuppenmuster. Die Körperunterseite ist sehr dunkel grau mit weißen, paarweise angeordneten Tropfenflecken, die zum hinteren Bauch und den Unterschwanzdecken hin deutliche Reihen bilden.
Das Jugendkleid ist dem des Weibchens ähnlich, jedoch blasser und ohne die rote Partie an der Brust. Auch die weiße Fleckung der Unterseite fehlt. Diese bildet sich bei den jungen Weibchen aber recht bald aus. Der Schnabel ist bläulich bis graublau.

## Stimme
Der Grantsamenknacker ruft heiser tschip und lässt bisweilen ein melodisches tiee-diuh hören. Er ist aber generell wenig ruffreudig.

## Verbreitung und Lebensweise

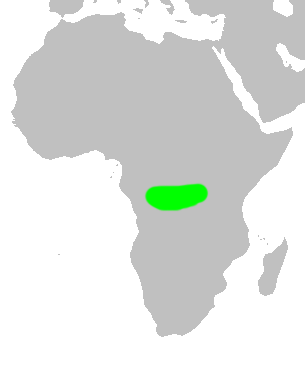
Verbreitungskarte des Grantsamenknackers

Das Verbreitungsgebiet des monotypischen Grantsamenknackers reicht vom Norden und der nördlichen Mitte der Demokratischen Republik Kongo ostwärts bis ins südwestliche Uganda. Die Art ist ein Standvogel, der die meiste Zeit seines Lebens in einem relativ kleinen Revier verbringt.
Der Grantsamenknacker lebt im dichten Unterholz tropischer Primär- und Sekundärwälder. Er hält sich dort vorwiegend in Bodennähe auf. Bisweilen begibt er sich in die Nähe von Lichtungen, ist aber nur sehr selten außerhalb der Deckung zu sehen. Er frisst Sämereien, daneben auch Beeren, Insekten und Spinnen.
Das Brutverhalten des Grantsamenknackers ist wenig erforscht, der genaue Zeitraum der Fortpflanzung konnte bislang nicht ermittelt werden. Brutbereite Vögel wurden im Kongo in den Monaten Dezember bis Februar, Mai und August bis September beobachtet. Die meisten Jungvögel werden im November beobachtet. Das Gelege besteht aus drei weißen Eiern.

## Haltung
Ein Paar Grantsamenknacker wurde 1963 in die Schweiz importiert. Dabei handelte es sich vermutlich um die europäische Ersteinfuhr. Weitere Importe sind nicht bekannt. Bei Beobachtungen zeigte sich, dass sie in ihrem Verhalten deutliche Unterschiede zum Rotbrust- und Rotkopf-Samenknacker aufwiesen. Unter anderem saßen die beiden Partnervögel immer eng beieinander und hielten sich bevorzugt in der dunkelsten Ecke der Voliere auf.

## Belege

### Einzelbelege
1. ↑   Nicolai et al., S. 113 und S. 114